# Neu Moschi
Neu Moschi (auch Neu-Moschi, Neumoschi) entstand in der deutschen Kolonialzeit als Bahnhof von Moschi.

## Geschichte
Als bei der Weiterführung der Usambarabahn von Tanga am Indischen Ozean ins Landesinnere von Deutsch-Ostafrika der Sitz der deutschen Verwaltung am Kilimandscharo, Moschi, an die Bahn angeschlossen werden sollte, hätten sich Schwierigkeiten bei einem Bau des Bahnhofs in Moschi ergeben. Um Kosten zu sparen, bautechnische Probleme zu umgehen und der besseren Weiterführung der Bahn nach Aruscha wegen entschied man die Bahn nicht nach Moschi hinein zu führen, sondern in ein tiefer gelegenes Gelände bei Moschi. So wurde sechs Kilometer Luftlinie unterhalb des bis zu 1150 m über Meereshöhe gelegenen Moschi der Bahnhof auf 810 m gebaut. Da der Bahnhof als zukünftiger Verkehrsknotenpunkt der Gegend auch gleich ein neuer Ortsteil von Moschi werden würde, gab man ihm den Namen Neu Moschi. Am 4. Oktober 1911 wurde die Bahnstrecke nach Neu Moschi in Betrieb genommen.
Mit der Eröffnung der Bahnlinie begann Neu Moschi sofort schnell zu wachsen. Wegen der guten Verkehrsverbindung siedelten sich wirtschaftliche Unternehmungen an.
Die Verlängerung der Usambarabahn von Neu Moschi nach Aruscha war geplant, Vorarbeiten dafür geleistet und der Weiterbau genehmigt. Die Bauvorbereitungen für die Strecke von Neu Moschi in Richtung auf das deutsche Siedlungsgebiet von Aruscha waren im Gange, als im August 1914 der Erste Weltkrieg ausbrach und den Weiterbau vorläufig beendete.
Neu Moschi war mit dem Beginn des Ersten Weltkrieges sofort auch militärisch wichtig. Der Kilimandscharo war wegen der vielen Plantagen an seinen Hängen ein wichtiges Wirtschaftsgebiet der Kolonie und musste militärisch geschützt werden, gleichzeitig diente der Raum des Kilimandscharo auch als Aufmarschgebiet für Angriffe gegen Britisch-Ostafrika.
Als Anfang November 1914 britische Truppen in Tanga landeten, konnten die Deutschen von Neu Moschi aus über die Usambarabahn sofort Truppenverbände aus dem Raum Kilimandscharo nach Tanga transportieren. In der anschließenden Schlacht von Tanga fügten sie den britischen Truppen schwere Verluste zu und drängten sie ins Meer zurück.
Nach dem Krieg wurde unter britischer Mandatsverwaltung die Bahnlinie nach Aruscha 1929 fertiggestellt.
Heute ist Neu Moschi das eigentliche Moschi und das ursprüngliche Moschi liegt am Nordrand der Stadt und wird Old Moshi genannt.